# Kościół św. Wawrzyńca w Sieciechowie
Kościół Świętego Wawrzyńca w Sieciechowie – rzymskokatolicki kościół parafialny należący do dekanatu czarnoleskiego diecezji radomskiej.
Budowa świątyni murowanej rozpoczęła się w 1710 roku dzięki staraniom księdza Józefa Kurdwanowskiego, późniejszego opata benedyktynów. Najpierw zaczęto budować prezbiterium. Prace budowlane zostały zakończone w 1769 roku w czasie urzędowania opata Wawrzyńca Bułharewicza przez budowniczego Andrzeja Janowicza. Budowla została konsekrowana w 1780 roku przez biskupa lubelskiego Jana Lenczewskiego. W 2 połowie XIX wieku świątynia była odnawiana.
Kościół jest orientowany. Składa się z trójprzęsłowej nawy i nieco węższego, prostokątnego, dwuprzęsłowego prezbiterium. Od strony północnej mieści się zakrystia. We wnętrzu ściany są rozczłonkowane zdwojonymi pilastrami, między którymi znajdują się arkadowe wnęki. Wnętrze jest nakryte sklepieniami kolebkowymi z lunetami, na gurtach, ozdobionymi polichromią z 2 połowy XIX wieku. Elewacja zachodnia jest nieco szersza od nawy, ozdobiona pilastrami i posiada szczyt przerabiany w 2 połowie XIX wieku. Elewacje boczne mają podziały ramowe. Świątynia nakryta jest dachem dwuspadowym z wieżyczką na sygnaturkę w formie barokowej.
Do wyposażenia barokowego kościoła należą ołtarz główny malowany iluzjonistycznie, pochodzący z 1768 roku, w stylu rokokowym o formie architektonicznej, posiadający obraz z XVIII stulecia przedstawiający św. Wawrzyńca, częściowo zasłonięty nastawą z lustrami w stylu empire. Dwa ołtarze boczne przy tęczy w stylu rokokowym posiadają rzeźby Archaniołów i obrazy przedstawiające: w lewym Matkę Bożą z Dzieciątkiem, pochodzący z XVII stulecia, w sukience srebrnej z 1687 roku oraz Nawiedzenia, pochodzący z początku XIX stulecia, w prawym św. Annę Samotrzeć, pochodzący z przełomu XVII/XVIII stulecia oraz Świętych Piotra i Pawła, pochodzący z początku XIX stulecia. W nawie we wnękach znajdują się ołtarze pierwotnie malowane iluzjonistycznie, pochodzące z 1768 roku, obecnie są zamalowane; nad mensami ołtarzowymi są umieszczone obrazy z przedstawieniami: św. Jana Nepomucena, pochodzący z XVIII stulecia, w sukience barokowej oraz św. Benedykta, pochodzący z XVII stulecia, w sukience srebrnej z 1696 roku, ufundowany przez prowizora zakonu Dominika Żochowskiego. Dawne tabernakulum z ołtarza jest wybite kurdybanem z początku XVIII stulecia. Ambonę w stylu rokokowym zdobią rzeźby przedstawiające ewangelistów i Salvatora Mundi oraz obraz z wizerunkiem św. Piotra, datowany na lata 1770—80. Chrzcielnica w stylu rokokowym została zbudowana jako odpowiednik ambony i posiada rzeźbioną na baldachimie grupę Chrztu w Jordanie, na zaplecku jest umieszczony obraz przedstawiający św. Pawła. Chór muzyczny jest drewniany, podparty dwoma filarami, pochodzi z końca XVIII stulecia.